# Nora Haveneers
Nora Haveneers is een Belgisch voormalig bowler.

## Levensloop
In 1977 maakte ze samen met Jacqueline Coudère, Maria Lenaerts, Pats Pauwels, Nicole Maes en Carine Adriaenssen deel uit van het 'women six team' dat zilver won op de Europese kampioenschappen te Helsinki.
In 1981 won ze goud op de 'womens trios' (met Jacqueline Coudère en Tina Drees) en op de 'women doubles' (met Jacqueline Coudère) op de Europese kampioenschappen te Frankfurt. Tevens won ze er zilver op de 'women five' (samen met Jacqueline Coudère, Tina Drees, Maria Jansen, Solange Devillers en Nicole Maes) en brons op het 'women all event'.
Op de Wereldspelen van 1985 won ze samen met Dominique De Nolf goud in de 'mix doubles'. Individueel werd ze er vierde. Ook behaalde ze dat jaar zilver in de 'women masters' en brons op de 'women trios' (samen met Mia Heyninckx en Maria Jansen) op het Europese kampioenschappen te Wenen.